# Design for assembly
Design for Assembly (DFA) is een methodiek die bedoeld is om de assemblage van een product zo makkelijk, snel en dus zo goedkoop mogelijk te laten verlopen door reeds in de ontwerpfase van het product de latere assemblage centraal te stellen. Hierbij wordt gefocust op het (zo laag mogelijk) aantal onderdelen en het gemak waarmee deze in elkaar kunnen worden gepast. 
Deze methodiek werd ontwikkeld door Geoff Boothroyd en laat toe om in te schatten hoeveel tijd de manuele assemblage van een product zal vergen en hoeveel geautomatiseerde assemblage zou kosten.

## Opdeling
DFA bestaat uit twee fasen:
- De analysefase
- De redesignfase

Deze zijn opgedeeld in zeven stappen:
- Voorbereiding
- Invullen van DFA-tabellen
- Invullen van de problemen op het montageschema
- Het verminderen van het aantal onderdelen
- Het wijzigen van onderdelen om grijpen, oriënteren en assembleren te vereenvoudigen
- Het invullen van de nieuwe DFA-tabellen voor het verbeterde ontwerp
- Het opstellen van een nieuw montageschema

## Resultaten
Door het verminderen van het aantal onderdelen zullen zowel directe als indirecte kosten dalen. Een verminderde montagetijd reduceert ook het aantal montagefouten. Door de reductie in complexiteit wordt het eenvoudiger om de assemblage te automatiseren.